# مسعد بولس
مَسْعَد فارِسْ بولُس (متولد ۱۹۷۱) بیزنس‌من لبنانی-آمریکایی و از نزدیکان سیاسی دونالد ترامپ است. ترامپ در اول دسامبر اعلام کرد که او را به عنوان مشاور ارشد در امور عربی و خاورمیانه منصوب خواهد کرد. او پدر شوهر تیفانی دختر ترامپ است. او از کمپین ریاست جمهوری ترامپ در انتخابات ریاست جمهوری ۲۰۲۴ ایالات متحده حمایت کرد و برای جذب حمایت از آمریکایی‌های عرب، به ویژه در میشیگان تلاش کرد.

## اوایل زندگی
بولس در یک خانواده ارتدوکس یونانی در کفرعقا، کوره، لبنان (نام خانوادگی او به عربی به معنای «پولس» رسول است) به دنیا آمد. او در نوجوانی به تگزاس نقل مکان کرد و در آنجا مدرک حقوق را از مرکز حقوقی دانشگاه هیوستون گرفت. پدر و پدربزرگش هر دو از چهره‌های سیاسی لبنان بودند و پدر زنش یکی از تأمین کنندگان اصلی مالی جنبش میهنی آزاد بود.

## حرفه
پس از اتمام تحصیلات، بولس به کسب و کار خانوادگی‌اش بازگشت و به عنوان مدیر عامل ارشد SCOA نیجریه، یک شرکت میلیارد دلاری که وسایل نقلیه‌ی موتوری و تجهیزات را در سراسر آفریقای غربی توزیع می‌کند، برگزیده شد.
در طول انتخابات ریاست جمهوری آمریکا در سال ۲۰۲۴، بولس به همراه بشاره بهبه، و ریچارد گرنل برای ترامپ در جوامع مسلمان و عرب مبارزه‌ی انتخاباتی کرد. به گفته‌ی بهبه، او به دنبال این بود که ترامپ را حامی «صلح جهانی» معرفی کند.
بولس به عنوان یک واسطه بین تشکیلات خودگردان فلسطین و رهبر آن محمود عباس و ترامپ عمل کرده است.
بولس با سیاستمداران و احزاب مسیحی در لبنان، از جمله سلیمان فرنجیه و جنبش میهنی آزاد (FPM) که هر دو از متحدان مسیحی حزب‌الله هستند، ارتباط دارد، اما با احزاب مخالف مانند نیروهای لبنانی گفت‌وگو می‌کند. به گزارش آرون لوند، به نقل از گزارشی در السفیر، بولوس فعالیت سیاسی خود را به عنوان متحد جنبش میهنی  آزاد میشل عون آغاز کرد و در نیجریه، که بولوس در آن تجارت می‌کرد، آن را نمایندگی کرد. بولس پس از این که عون برای ائتلاف با حزب‌الله توافق کرد، متحد آن باقی ماند. بولس ابتدا در کوره نامزد پارلمان شد، اما برای فهرست دیگری که شامل جنبش میهنی، المرده (حزب فرنجیه) و کمونیست‌ها بود، کنار رفت. در سال ۲۰۰۹، جنبش میهنی او را در فهرست نهایی قرار داد، اما عون در نهایت نامزد دیگری را انتخاب کرد. تا سال ۲۰۱۸، او از طرفداران المرده فرنجیه بود. آرون لاند، تحلیلگر بنیاد قرن، می‌نویسد که سیر شغلی او «نشان دهنده تعهد قاطعانه به هیچ‌یک از طرفین در سیاست لبنان یا منطقه نیست» و انتصاب او نشان می‌دهد که سیاست ترامپ در خاورمیانه «اغلب در سایه شخصیت‌هایی که در مدار مار-ئه-لاگو [یک اقامتگاه تحت مالکیت ترامپ] در حال چرخش هستند بهتر فهمیده می‌شود، تا از مجرای یک منشور ایدئولوژیک یا از نظر منافع ملی ایالات متحده.»

## زندگی شخصی
بولوس دارای تابعیت لبنانی، نیجریه‌ای، فرانسوی و آمریکایی است. او با سارا بولوس ازدواج کرد که او نیز یک بیزنس‌وومن است که انجمن هنرهای نمایشی را در نیجریه تأسیس کرد و مالک فرانچیز امتیاز کرد بین‌المللی جزیره لاگوس است.
آن‌ها با هم دارای چهار فرزند هستند. در سال ۲۰۲۲، پسر آنها مایکل با تیفانی ترامپ، دختر دونالد ترامپ ازدواج کرد. پسر دیگر، فارس، بازیگری است که نقش کوتاهی را در تاج بازی کرد.